# Krásny Brod
Krásny Brod (em húngaro: Laborcrév) é um município da Eslováquia, situado no distrito de Medzilaborce, na região de Prešov. Tem 15,11 km² de área e sua população em 2018 foi estimada em 494 habitantes.

## Demografia
| Ano:        | 1994 | 2004   | 2014    | 2024   |
| ----------- | ---- | ------ | ------- | ------ |
| Broj ljudi: | 414  | 416    | 466     | 442    |
| Razlika:    |      | +0,48% | +12,01% | -5,15% |

| Ano:               | 2023 | 2024   |
| ------------------ | ---- | ------ |
| Número de pessoas: | 446  | 442    |
| Diferença:         |      | -0,89% |